# نتانیا

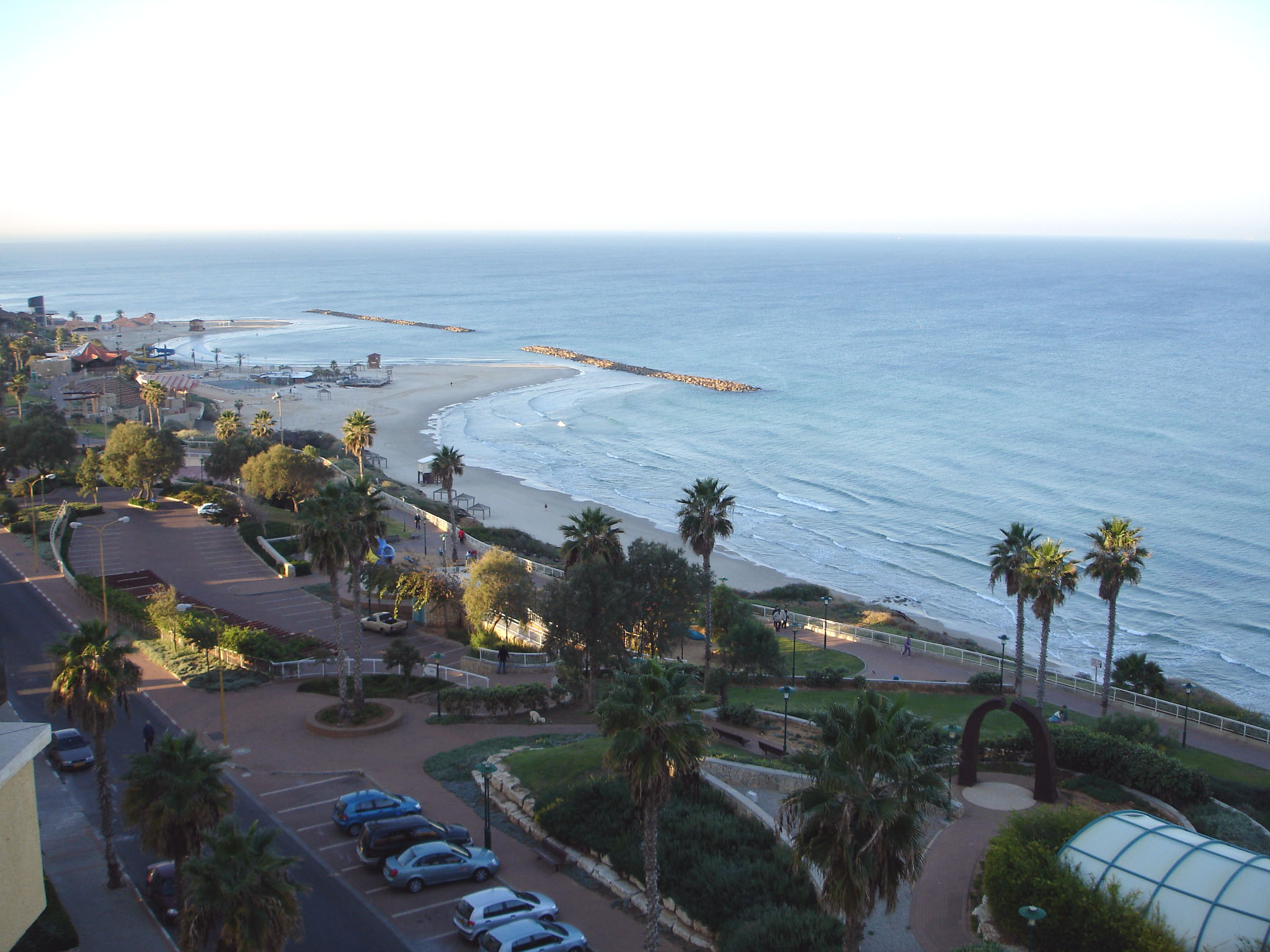
تصویری از ساحل شهر نتانیا در ساعات اولیه صبح.

نتانیا (به عبری: נתניה) نام شهری ساحلی در استان مرکزی اسرائیل است که جمعیت آن در سال ۲۰۰۶ ۱۷۴٬۰۰۰ نفر و مساحت آن ۲۸٬۹۵۴ کیلومتر مربع است.